# Compsobata kennicotti
Compsobata kennicotti är en tvåvingeart som först beskrevs av Banks 1926.  Compsobata kennicotti ingår i släktet Compsobata och familjen skridflugor.
Artens utbredningsområde är Michigan. Inga underarter finns listade i Catalogue of Life.